# Sân vận động Quốc tế Khalifa

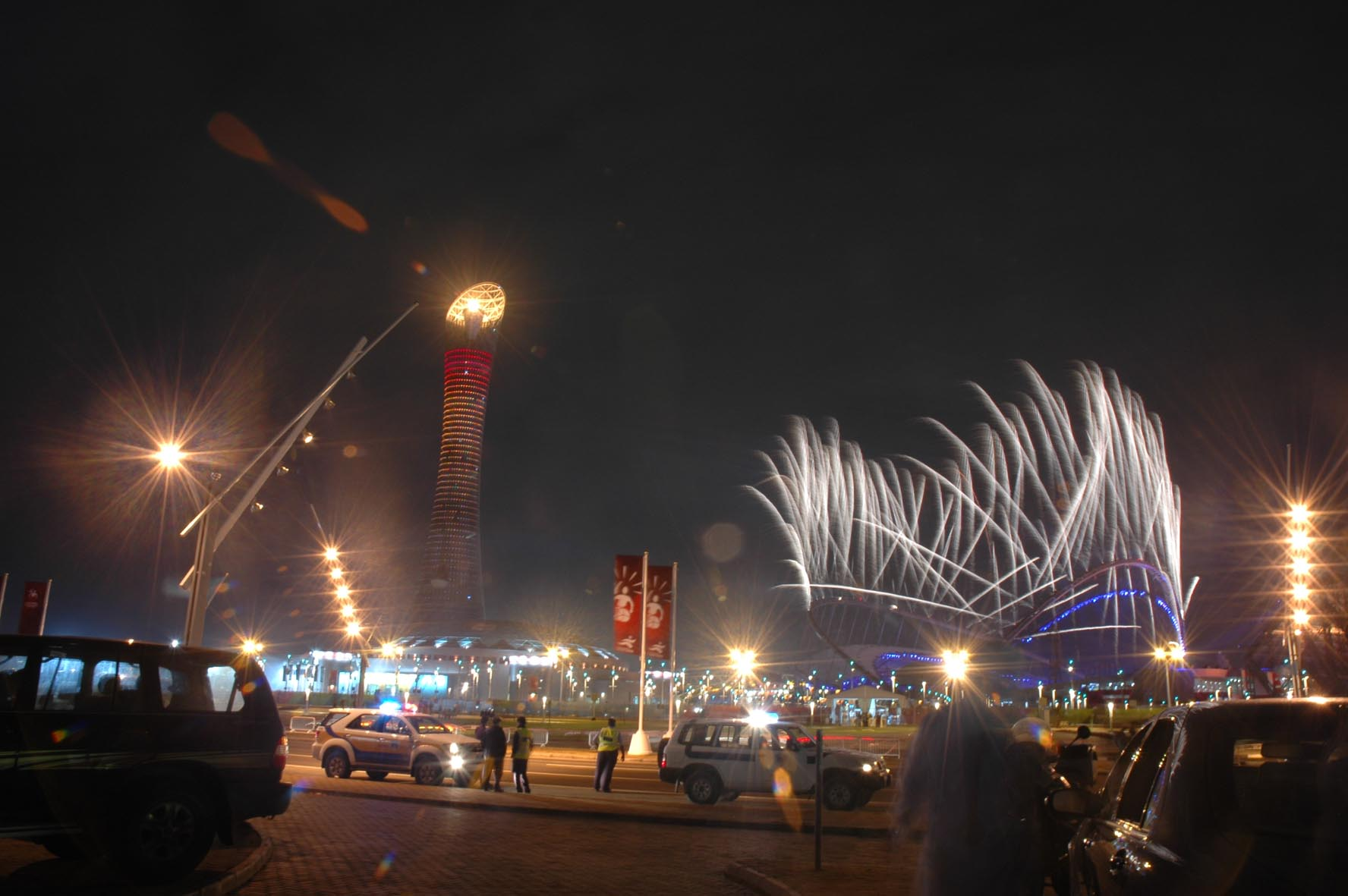
Bắn pháo hoa tại lễ khai mạc Đại hội Thể thao châu Á 2006 diễn ra bên trong sân vận động

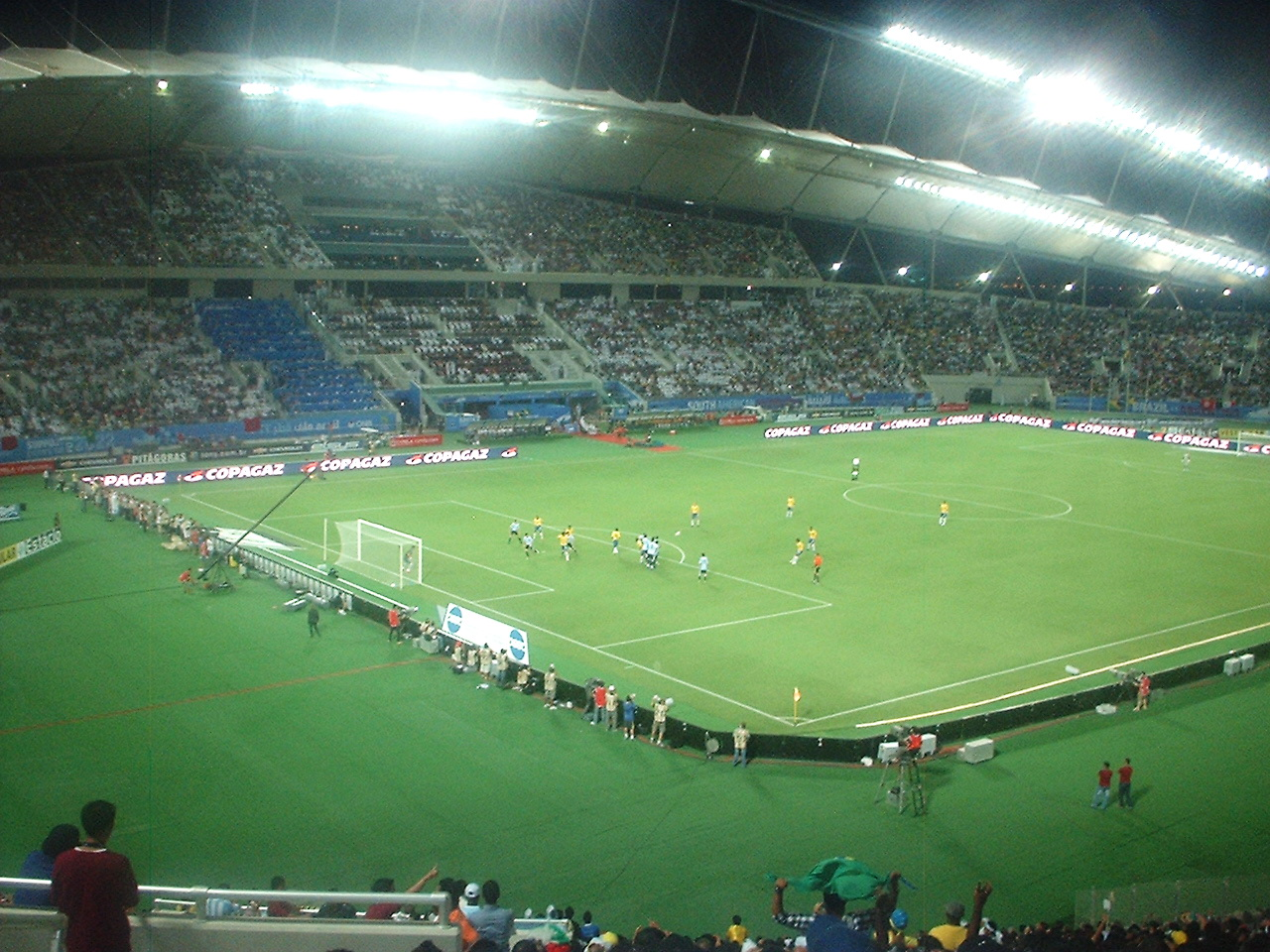

Sân vận động Quốc tế Khalifa (tiếng Ả Rập: ملعب خليفة الدولي, đã Latinh hoá: Istād Khalīfah), cũng được biết đến với tên gọi là Sân vận động Quốc gia, là một sân vận động đa năng ở Doha, Qatar. Sân là một phần của Khu Aspire, bao gồm Học viện Aspire, Trung tâm dưới nước Hamad và Tháp Aspire. Tên gọi hiện nay được đặt theo tên của Khalifa bin Hamad Al Thani, cựu quốc vương Qatar. Trận chung kết của Cúp bóng đá châu Á 2011 đã được tổ chức tại đây. Sân vận động cũng là địa điểm đầu tiên hoàn thành để tổ chức một phần của Giải vô địch bóng đá thế giới 2022. Năm 2017, sân đã nhận được xếp hạng bốn sao từ Hệ thống đánh giá bền vững toàn cầu (GSAS), là địa điểm đầu tiên trên thế giới được trao giải thưởng này.

## Lịch sử
Sân vận động được khánh thành vào năm 1976. Năm 1992, sân vận động đã tổ chức các trận đấu của Cúp bóng đá vịnh Ả Rập lần thứ 11 với 15 trận đấu. Qatar cuối cùng đã về nhất và giành chức vô địch lần đầu tiên. Sân đã được cải tạo lại và mở rộng năm 2005, trước khi diễn ra Đại hội Thể thao châu Á 2006, để nâng sức chứa ban đầu từ 20.000 lên 40.000 chỗ ngồi. Một mái che được xây ở phía tây sân vận động, đối diện với khu vực lớn ở phía đông đã được sử dụng để bắn pháo hoa cho Lễ khai mạc Đại hội Thể thao châu Á 2006.
Trước khi cải tạo vào năm 2005, sân vận động được sử dụng chủ yếu cho các trận đấu bóng đá, nhưng sân được trang bị cho nhiều môn thể thao khác. Kể từ năm 1997, sân vận động này đã tổ chức giải đấu điền kinh Doha Diamond League (trước đây được biết đến với nhiều tên khác nhau). Đây là sân nhà của đội tuyển bóng đá quốc gia Qatar. Sân vận động đã tổ chức Đại hội Thể thao Liên Ả Rập 2011: tất cả các trận đấu của đội tuyển quốc gia Qatar ở vòng bảng, cũng như tứ kết, bán kết và chung kết của môn thi đấu.
Sau một lần tái phát triển khác, sân vận động đã mở cửa trở lại vào tháng 5 năm 2017.
Sân vận động là nơi diễn ra Giải vô địch điền kinh thế giới 2019 vào tháng 9 và tháng 10 năm đó.
Vào ngày 17 tháng 12 năm 2019, sân vận động này dự kiến là nơi tổ chức hai trận đấu của Giải vô địch bóng đá thế giới các câu lạc bộ 2019: trận tranh hạng 5 và trận bán kết giữa đội vô địch CONMEBOL Libertadores và đội thắng trong trận 3. Sau khi Qatar được trao quyền tổ chức Giải vô địch bóng đá thế giới 2022 vào năm 2022, sân đã được lên kế hoạch nâng sức chứa của sân vận động lên 68.000 người.

## Sự kiện thể thao

### Cúp bóng đá châu Á 2011
| Ngày                | Thời gian | Đội        | Kết quả | Đội        | Vòng      |
| ------------------- | --------- | ---------- | ------- | ---------- | --------- |
| 7 tháng 1 năm 2011  | 19:15     | Qatar      | 0 - 2   | Uzbekistan | Bảng A    |
| 12 tháng 1 năm 2011 | 19:15     | Trung Quốc | 0 - 2   | Qatar      | Bảng A    |
| 16 tháng 1 năm 2011 | 19:15     | Qatar      | 3 - 0   | Kuwait     | Bảng A    |
| 21 tháng 1 năm 2011 | 19:25     | Uzbekistan | 2 - 1   | Jordan     | Tứ kết    |
| 25 tháng 1 năm 2011 | 19:25     | Uzbekistan | 0 - 6   | Úc         | Bán kết   |
| 29 tháng 1 năm 2011 | 18:00     | Úc         | 0 - 1   | Nhật Bản   | Chung kết |

### Trận đấu giao hữu
| Ngày                 | Giờ   | Đội 1       | Kết quả | Đội 2      |
| -------------------- | ----- | ----------- | ------- | ---------- |
| 14 tháng 11 năm 2009 | 19:15 | Brasil      | 1 - 0   | Anh        |
| 17 tháng 11 năm 2010 | 19:15 | Brasil      | 0 - 1   | Argentina  |
| 18 tháng 11 năm 2010 | 18:00 | Qatar       | 0 - 1   | Haiti      |
| 16 tháng 12 năm 2010 | 18:00 | Qatar       | 2 - 1   | Ai Cập     |
| 22 tháng 12 năm 2010 | 16:00 | Qatar       | 2 - 0   | Estonia    |
| 28 tháng 12 năm 2010 | 19:15 | Qatar       | 0 - 0   | Iran       |
| 6 tháng 2 năm 2013   | 21:00 | Tây Ban Nha | 3 - 1   | Uruguay    |
| 7 tháng 9 năm 2018   | 19:00 | Qatar       | 1 - 0   | Trung Quốc |
| 11 tháng 9 năm 2018  | 19:00 | Qatar       | 3 - 0   | Palestine  |
| 31 tháng 12 năm 2018 | 20:00 | Qatar       | 1 - 2   | Iran       |

### World Cup 2022
Sân vận động quốc tế Khalifa được tổ chức 8 trận đấu tại World Cup 2022, bao gồm 6 trận đấu ở vòng bảng, 1 trận đấu ở vòng 16 đội và tranh hạng 3.
| Ngày                 | Giờ   | Đội      | Kết quả | Đội         | Vòng         |
| -------------------- | ----- | -------- | ------- | ----------- | ------------ |
| 21 tháng 11 năm 2022 | 16:00 | Anh      | 6 - 2   | Iran        | Bảng B       |
| 23 tháng 11 năm 2022 | 16:00 | Đức      | 1 - 2   | Nhật Bản    | Bảng E       |
| 25 tháng 11 năm 2022 | 19:00 | Hà Lan   | 1 - 1   | Ecuador     | Bảng A       |
| 27 tháng 11 năm 2022 | 19:00 | Croatia  | 4 - 1   | Canada      | Bảng F       |
| 29 tháng 11 năm 2022 | 18:00 | Ecuador  | 1 - 2   | Sénégal     | Bảng A       |
| 1 tháng 12 năm 2022  | 22:00 | Nhật Bản | 2 - 1   | Tây Ban Nha | Bảng E       |
| 3 tháng 12 năm 2022  | 18:00 | Hà Lan   | 3 - 1   | Hoa Kỳ      | Vòng 16 đội  |
| 17 tháng 12 năm 2022 | 18:00 | Croatia  | 2 - 1   | Maroc       | Tranh hạng 3 |

### Asian Cup 2023
| Ngày                | Giờ   | Đội         | Kết quả | Đội        | Vòng        | Khán giả |
| ------------------- | ----- | ----------- | ------- | ---------- | ----------- | -------- |
| 14 tháng 1 năm 2024 | 17:30 | UAE         | 3 - 1   | Hồng Kông  | Bảng C      | 15.586   |
| 16 tháng 1 năm 2024 | 20:30 | Ả Rập Xê Út | 2 - 1   | Oman       | Bảng F      | 41.987   |
| 19 tháng 1 năm 2024 | 20:30 | Hồng Kông   | 0 - 1   | Iran       | Bảng C      | 36.412   |
| 22 tháng 1 năm 2024 | 18:00 | Qatar       | 1 - 0   | Trung Quốc | Bảng A      | 42.104   |
| 25 tháng 1 năm 2024 | 14:30 | Jordan      | 0 - 1   | Bahrain    | Bảng E      | 39.650   |
| 29 tháng 1 năm 2024 | 14:30 | Iraq        | 2 - 3   | Jordan     | Vòng 16 đội |          |

### Cúp bóng đá U-23 châu Á 2024
| Ngày                | Giờ   | Đội         | Kết quả | Đội         | Vòng   | Khán giả |
| ------------------- | ----- | ----------- | ------- | ----------- | ------ | -------- |
| 16 tháng 4 năm 2024 | 21:00 | Ả Rập Xê Út | 4 - 2   | Tajikistan  | Bảng C | 534      |
| 17 tháng 4 năm 2024 | 16:00 | Uzbekistan  | 2 - 0   | Malaysia    | Bảng D | 3,113    |
| 19 tháng 4 năm 2024 | 18:30 | Thái Lan    | 0 - 5   | Ả Rập Xê Út | Bảng C | 4,273    |
| 20 tháng 4 năm 2024 | 16:00 | Malaysia    | 0 - 2   | Việt Nam    | Bảng D | 2,456    |
| 22 tháng 4 năm 2024 | 18:30 | Ả Rập Xê Út | 1 - 2   | Iraq        | Bảng C | 4,662    |
| 23 tháng 4 năm 2024 | 18:30 | Uzbekistan  | 3 - 0   | Việt Nam    | Bảng D | 2,817    |
| 26 tháng 4 năm 2024 | 17:00 | Uzbekistan  | 2 - 0   | Ả Rập Xê Út | Tứ kết | 5,379    |